# Бурхерт, Саша
Са́ша Бу́рхерт (нем. Sascha Burchert; 30 октября 1989, Восточный Берлин) — немецкий футболист, вратарь.

## Карьера
Начал заниматься футболом в школе «Вартенбергер», откуда перешёл в 2002 году в академию «Герты». 30 января 2008 года подписал первый профессиональный контракт с клубом, рассчитанный до 2010 года. 17 сентября 2009 года дебютировал в основном составе «Герты» в матче Лиги Европы 2009/10 против латвийского «Вентспилса», на 21-й минуте заменив Ярослава Дробного. Матч закончился вничью 1:1, Бурхерт пропустил мяч на 48-й минуте после удара Эдгара Гаурача.
В Бундеслиге Саша Бурхерт дебютировал 20 сентября 2009 года в матче 6-го тура против «Фрайбурга», проигранного «Гертой» со счётом 0:4. В следующем матче невезение вратаря продолжилось. 4 октября, в 8-м туре, «Герта» принимала «Гамбург». На 33-й минуте травму получил Тимо Окс и выйти на поле пришлось Бурхерту. К тому времени счёт был 1:1. Уже на 38-й минуте Саша выбежал помогать защитникам выбить мяч головой, оставив свои ворота. В итоге мяч с центра поля в пустые ворота закинул Давид Яролим. А спустя всего две минуты тот же трюк проделал Зе Роберто. Два мяча, забитые за две минуты, спустя пять минут после выхода на поле, из центрального круга — очень неудачно для вратаря. В итоге матч «Герта» проиграла со счётом 1:3. В девятом туре у тогдашнего главного тренера «Герты» Фридхельма Фунхеля не было выбора. Итог — поражение 0:3 от «Нюрнберга».
В марте 2010 года продлил контракт до 2013 года.